# Лар, Питер ван
Питер ван Лар (нидерл. Pieter van Laer, Pieter Bodding van Laer, 1599, крещён 15 декабря, Харлем — 1642, там же) — нидерландский живописец бытового жанра начала XVII века. Сооснователь общества голландских и фламандских мастеров в Риме «Перелётные птицы» (Бентфогельс). Был также наиболее известным мастером группы римских художников под названием «бамбоччанти», которые работали в жанре изображения народных сценок, происходящих на римских улицах. Сам художник получил в Италии прозвище Бамбоччо (итал. bamboccio — карапуз).

## Биография и творчество

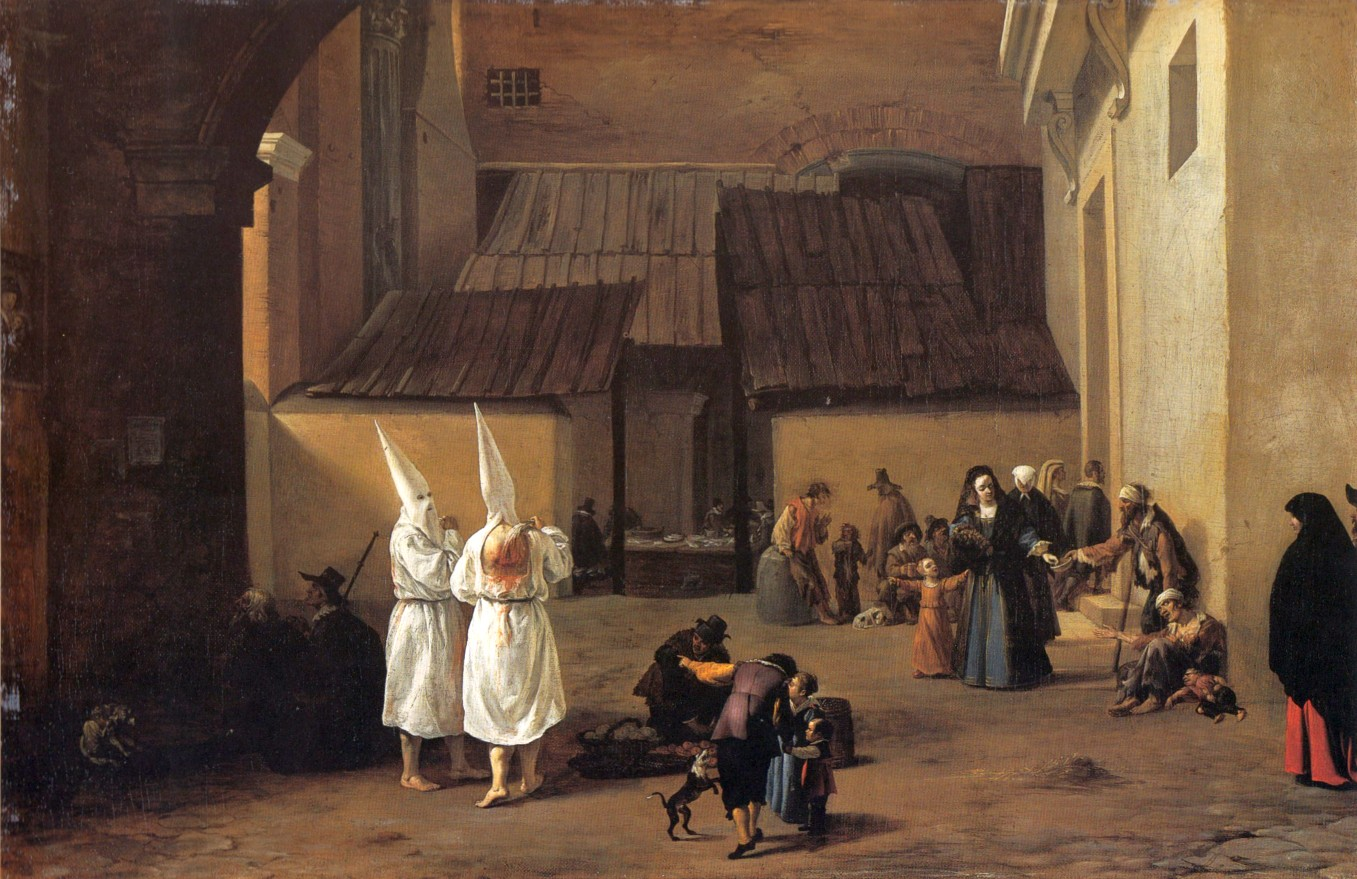
Флагелланты. Около 1635. Холст, масло. Старая пинакотека, Мюнхен

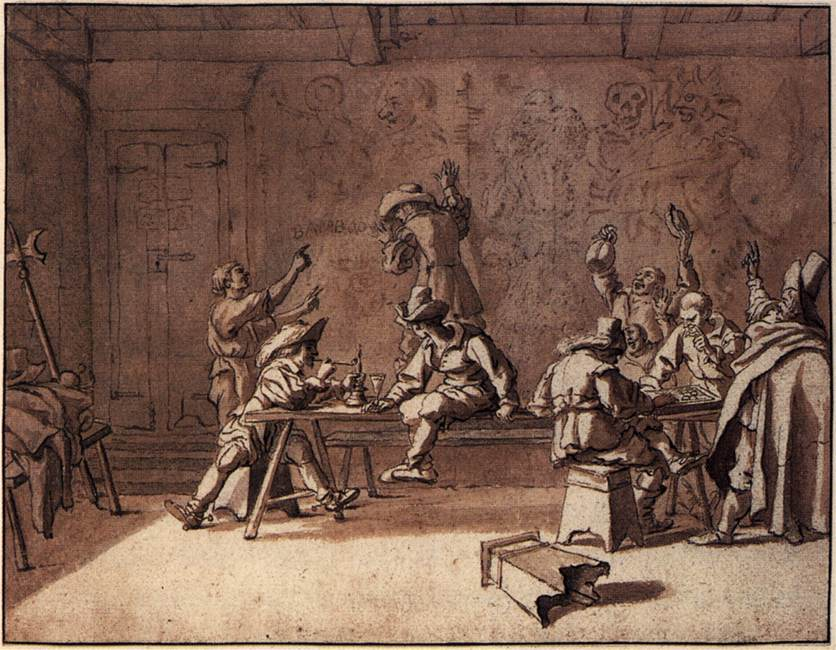
Художники общества «Перелётные птицы» в итальянской таверне. Перо, кисть, сепия. 1625. Берлинская картинная галерея

Питер родился в Харлеме, был вторым ребёнком Якоба Класа. Его родители управляли частной школой. Его старшим братом был Рудольф ван Лар, который также стал художником. Его младший брат Николас Боддинг был известным школьным учителем и министром. Фамилию ван Лар взял себе намного позже. Эта фамилия, вероятно, была взята от крестного отца его брата.
Питер учился живописи у Эсайаса ван де Вельде. В 1625 году он приехал в Рим, поселился в приходе церкви Санта-Мария-дель-Пополо. Стал членом общества «Перелётные птицы». Имел последователей — Лингельбаха и двух итальянских мастеров — Микеланджело Черквоцци и Вивиано Кодацци. Был знаком с такими видными живописцами, как Ян Бот, а также двумя французскими мастерами — Клодом Лорреном и Никола Пуссеном. Оказал существенное влияние на творчество Михаэля Свертса. Одним из первых начал практиковать работу на пленэре. Ван Лар за всё время своей жизни в Риме не раз подвергался нападкам со стороны членов Академии Святого Луки за неакадемичность своего искусства, однако его «бамбочады» были признаны не только в Италии и Голландии, но и почти повсеместно в Европе. Картины художников общества начали собирать итальянские и фламандские коллекционеры. Именно Ван Лар одним из первых стал уделять внимание не «красивости» изображаемых персонажей, а реальности и характерности изображаемых сцен.